# Michel Mercier
Michel Mercier (ur. 7 marca 1947 w Bourg-de-Thizy) – francuski polityk, senator i przewodniczący frakcji Unii Centrystów, od 2009 do 2012 minister w gabinetach François Fillona.

## Życiorys
Absolwent Instytutu Nauk Politycznych w Lyonie, a także studiów prawniczych na Université de Lyon II.
W 1977 został merem miejscowości Thizy, funkcję tę pełnił nieprzerwanie do 2001. Zaangażował się też w działalność Unii na rzecz Demokracji Francuskiej. Od 1990 do 2013 nieprzerwanie zajmował stanowisko przewodniczącego rady generalnej Rodanu. W latach 1993–1995 był posłem do Zgromadzenia Narodowego X kadencji z tego departamentu.
W 1995 wybrano go w skład francuskiego Senatu, mandat na kolejną kadencję odnowił w 2004. Dwa lata wcześniej został przewodniczącym grupy Unii Centrystów. W 2007 poparł działania lidera UDF, François Bayrou, przystąpił do tworzonego przez niego Ruchu Demokratycznego. W 2008 zrezygnował z kierowania prowincjonalnymi strukturami MoDem po tym, jak opowiedział się za współpracą z Unią na rzecz Ruchu Ludowego w wyborach miejskich. Pozostał jednocześnie we władzach krajowych ruchu.
W czerwcu 2009 przyjął propozycję wejścia w skład rządu, obejmując w gabinecie François Fillona stanowisko ministra planowania przestrzennego i terytoriów wiejskich. W listopadzie 2010 w trzecim rządzie tego samego premiera został strażnikiem pieczęci i ministrem sprawiedliwości. Funkcję tę pełnił do maja 2012. Powrócił później do sprawowania mandatu senatora, uzyskując reelekcję w 2014.